# Ebe Trèves
Ebe Trèves   (Venècia, 6 de març de 1849 - c. 1916) Anna Giustina Ebe Trèves fou una cantant d'òpera italiana, dotada d'una veu particularment rica en harmònics baixos, potser heretada del seu pare David Trèves, un apassionat amant del cant que va tenir l'honor d'interpretar un duet amb Giuditta Pasta el 1834.

## Biografia

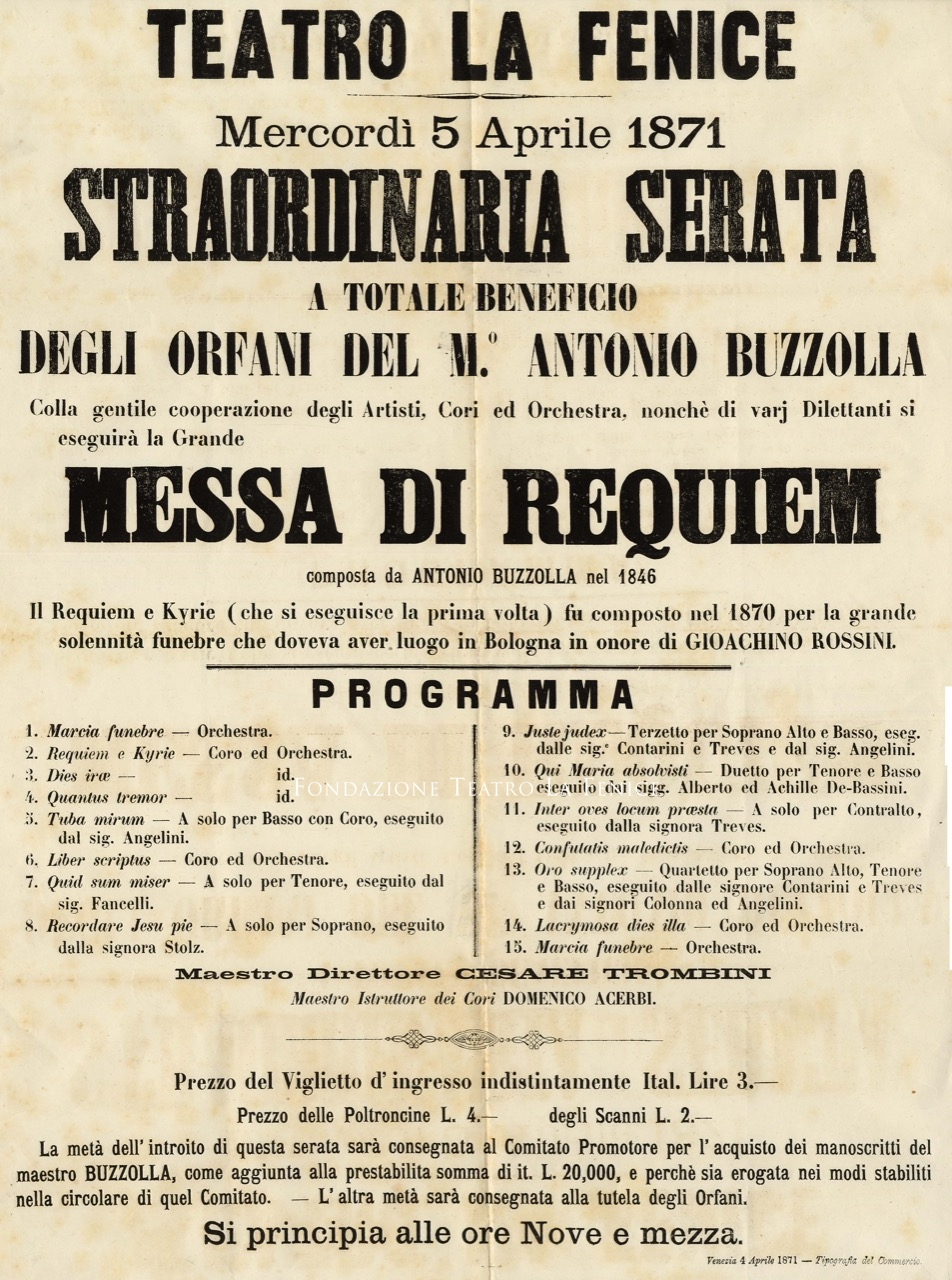
Requiem aeternam i Kyrie de la Messa per Rossini.

Ebe Trèves va debutar al Teatro Sociale de Treviso el novembre de 1870 en el paper de Nidia de l'òpera Jone ovvero L'ultimo giorno di Pompei d'Errico Petrella. L'any següent va actuar per primera vegada a la seva ciutat natal, al Teatre La Fenice, amb motiu de la representació del Rèquiem aeternam i Kyrie compostos per Antonio Buzzolla per commemorar el primer aniversari de la mort de Gioacchino Rossini.
Es va casar el 1872 amb Edoardo Giovanni Scalatelli, un dels voluntaris que van participar en l'Expedició dels Mil. Els primers compromisos van començar a arribar molt d'hora, tant a Itàlia com a l'estranger, primer a Niça, després, l'any següent, a Espanya i més tard a Portugal. Ebe va tenir tres fills amb Edoardo. La gran, Maria Adele, morí a Venècia el 1875 amb només venti-nou mesos, mentre la seva mare cantava a Palerm.
Deprés d'enviudar amb vint-i-vuit anys el 1877, el 1879 es va casar amb un siracusà resident a Nàpols, Raffaele d'Agostino, que s'havia unit a l'exèrcit borbònic. Capità d'artilleria de l'exèrcit de les Dues Sicílies, Raffaele havia participat en el setge de Gaeta el 1860, quan els borbònics van ser derrotats pels piemontesos.
Es desconeixen la data i el lloc de la mort d'Ebe Trèves.

## Els fills
Els seus dos fills, Ada i Gino, decidiren seguir els passos de la seva mare, aprofitant la fama d'ella, per donar-se a conèixer en cercles d’òpera amb el cognom Trèves en lloc del cognom del seu pare, Scalatelli. Ada (1874 -?) va debutar com a soprano en el paper de Micaëla de Carmen al Teatre São Carlos de Lisboa el 1898 i després va actuar principalment als teatres provincials italians. A Gino (1876-1943) se li oferia sovint papers secundaris i treballava com a tenor d’òpera lleugera o tenor còmic en diversos teatres d’Itàlia i de l'estranger. Havia debutat a Hérodiade de Jules Massenet al Gran Teatre La Fenice el 1910. També va ser un prolífic aquarel·lista de paisatges, signats amb el nom de Gino Scalatelli.

## Repertori

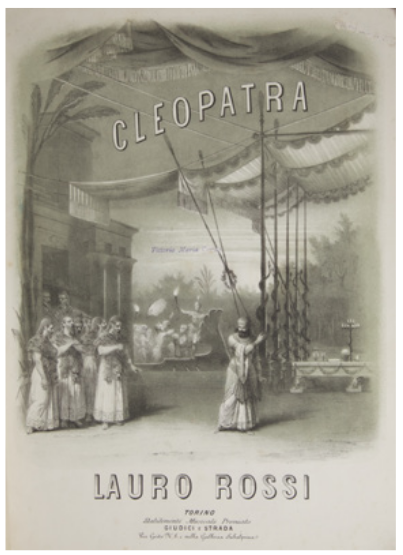
Cleopatra de Lauro Rossi (Torí, 1876). Ebe Trèves fa el paper d'Ottavia.

Va alternar els papers de contralt (Maddalena de Rigoletto de Verdi; Casilda de Ruy Blas de Marchetti; Ulrica de Un ballo in maschera de Verdi; Rosina d'Il barbiere di Siviglia de Rossini; Azucena d'Il trovatore de Verdi) i els de mezzosoprano (Amneris d'Aida de Verdi; Octavia de Cleopatra de Bonamici; Cleopatra de Rossi; Léonor de Guzmán de La Favorite de Donizetti; La Signora di Monza de I Promessi Sposi de Ponchielli; Climene de Saffo de Pacini; Carmen de Carmen de Bizet).
En algunes ocasions va interpretar dos papers alhora: Marta i Pantalis de Mefistofele de Boito; i la Cieca i Laura Adorno de La Gioconda de Ponchielli. La seva veu càlida i profunda li permetia interpretar també diversos papers de travestis: Frédérick de Mignon d'Ambroise Thomas; el patge Urbain de Les Huguenots de Meyerbeer; Maffio Orsini deLucrezia Borgia i Pierotto de Linda di Chamounix de Donizetti; Siébel de Faust de Gounod; Khaled de Le Roi de Lahore de Jules Massenet; Romeo de Giulietta e Romeo de Nicola Vaccai; i Tremacoldo de Marco Visconti d'Errico Petrella.
El seu repertori va incloure també els següents papers: Doristella de Griselda o la Marchesa di Saluzzo d'Oronzo Mario Scarano; Lakmé de Léo Delibes; Poliuto de Donizetti; Roméo et Juliette de Gounod; La forza del destino de Verdi; Lucia de Lammermoor de Donizetti; La sonnambula de Vincenzo Bellini; Dinorah o Le Pardon de Ploërmel de Meyerbeer i Semiramide de Rossini.
Contemporània de Verdi, Massenet i Puccini, Ebe va conèixer Felipe Pedrell, que li va dedicar una peça de la seva òpera en quatre actes L'ultimo abenzerraggio.
Es va mostrar sempre disposada a interpretar papers que no eren del seu repertori habitual, fos substituint companys indisposats, de vegades sense tenir l'oportunitat d'assajar, o per treballar en operetes, opéra bouffe o opéra-comique (com ara el paper de Serpolette de Les Cloches de Corneville de Robert Planquette; Menegilda de La Gran Vía de Federico Chueca i Joaquín Valverde; Fatinitza de Franz von Suppé; Le Jour et la Nuit de Lecocq; Fra Diavolo de Auber; Martha de Friedrich von Flotow.
Després de retirar-se dels escenaris, Ebe Trèves va dedicar-se a l'ensenyament del cant.

## Recepció

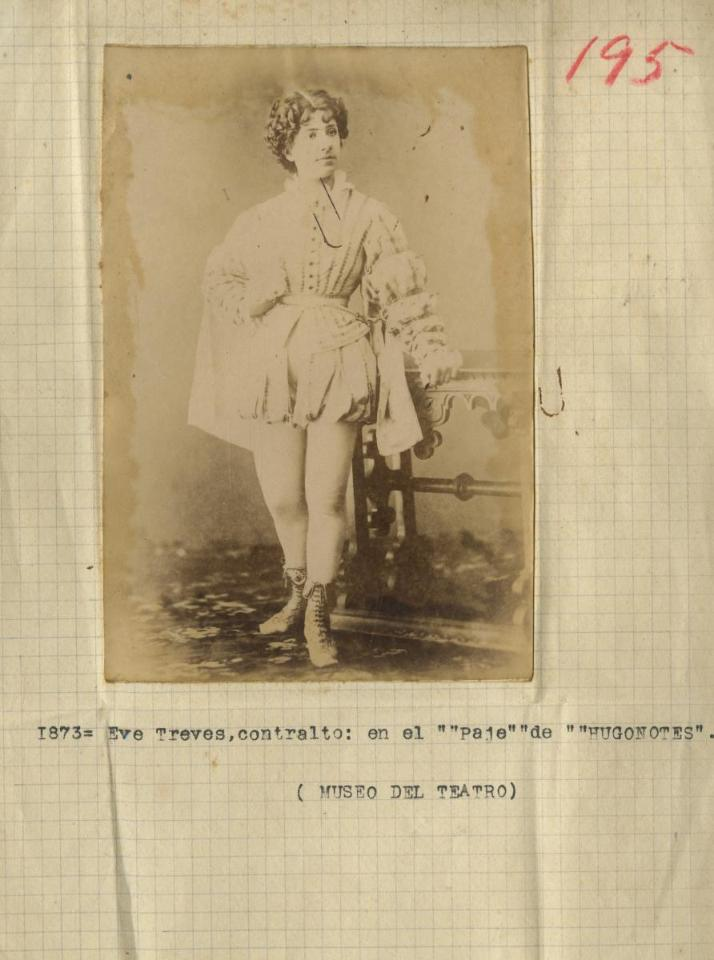
Ebe Trèves disfressada del patge Urbain, a Les Huguenots (1873).

Les representacions d'Ebe Trèves van ser objecte de crítiques especialment favorables:
| « | Torí — Théâtre Regio — Aida, l’admirable obra del mestre Verdi és cada vegada més favorable. L’obra és magnífica, per la qual cosa és aplaudida frenèticament i també pels intèrprets […] Mlle Trèves Ebe, Frederick, fa el paper d’una amant incompresa amb gran naturalitat i franquesa, i tot i que aquest paper és secundari, sap fer-se notar. En resum, Mignon està molt ben executat: les nostres felicitacions al director, Sr. Daniele Barioli. | » |

| « | Mlle Trèves vocalitza admirablement; l'espectador no perd ni una paraula, res no queda a l’ombra. Arriba així al màxim grau de simpatia del públic que estima aquesta atenció als detalls. Aquesta és l’única manera de prendre's un paper seriosament. Els aplaudiments no li van mancar, va mantenir els oients sota l'encanteri durant tota la nit. La seva veu és pura, ben temporitzada i dirigida amb un gust i un art perfectes. | » |

| « | […] Mme Trèves té una veu fresca i potent que s'esdevé, en les notes baixes, d'una amplitud extraordinària […] Mme Trèves posseeix aquestes qualitats que no es poden adquirir, són congènites, i que conformen grans artistes. | » |

| « | Gènova. – Politeama. L'estrena del Trovatore no ha estat gens exitosa. El tenor fou completament incapaç de cantar un paper d'aquesta importància. Mme Ebe-Trèves, Azucena , va ser aclamada i va rebre aplaudiments per les peces més destacades de la partitura. Mlle Trèves no només és una cantant amb talent, sinó també una actriu experimentada que dona als seus personatges el caràcter que l’autor somiava. La tercera representació d'aquesta òpera ens va fer sentir un nou tenor Mr. Karrner (d'origen polonès) dotat d'una veu esplèndida ... Fontani. | » |

## Llocs d'activitat

### Itàlia
- Teatro Sociale de Treviso
- a Venècia: 
  - Gran Teatro La Fenice
  - Teatro Goldoni (antic Teatro Apollo)
- Teatro Orfeo de Adria
- Teatro Comunale de Forlì
- Salone del Real Collegio de Lucca
- Teatro del Giglio de Lucca
- a Milà: 
  - Teatro Castelli
  - La Scala
  - Teatro Dal Verme
- Real Teatro Bellini de Palerm
- Teatro Regio de Torí
- Teatro Marrucino à Chieti
- Teatro San Carlo de Nàpols
- Teatro Nuovo de Nàpols
- Politeama Rossetti de Trieste
- Teatro Regina Margherita de Caltanissetta
- Teatro Aliprandi de Mòdena
- Teatro Principe Amedeo de San Remo
- Teatro Pagliano de Florència
- Teatro Comunale de Alexandria
- Teatro Margherita à Gènova
- Teatro Goldoni de Liorna
- Teatro Coccia de Novara

### França
- Teatre Italià de Niça
- Teatre Municipal de Niça

### Espanya
- a Barcelona: 
  - Gran Teatre del Liceu[74]
  - Teatro Español
  - Teatro Principal
- Teatro Principal de La Corunya
- Nuevo Teatro Arriaga de Bilbao
- Teatro Principal de Saragossa[75]
- Teatro Circo de Sant Sebastià
- Teatre Principal de Girona
- Teatre Fortuny de Reus[76]
- a Madrid
  - Teatro Circo Price
  - Teatro Alhambra
  - Teatro Real[77]
  - Teatro del Princípe Alfonso
  - Teatro de la Princesa
  - Jardines del Buen Retiro
- Teatro Principal de València
- Teatro Principal de Palma
- Teatro Principal de Granada
- Teatro de San Fernando de Sevilla
- Teatro Principal de Cadis
- Gran Teatro de Còrdova
- Teatro Cervantes de Màlaga
- Teatro López de Ayala de Badajoz
- Teatro Municipal Ayuntamiento d'Écija

A més, a Santiago de Compostel·la, Valladolid i Gibraltar.

### Portugal
- Coliseu dos Recreios, Real Coliseu i Teatro da Avenida de Lisboa
- Teatro Nacional São João de Porto